# Солянка (суп)
Соля́нка (уст. селя́нка) — старинное русское национальное суповое блюдо, многокомпонентный заправочный суп густой консистенции с ярко выраженным ароматом и характерным острым кисло-солёным насыщенным вкусом. Солянка сочетает в себе компоненты щей (капуста, сметана) и рассольника (солёные огурцы, огуречный, капустный или помидорный рассол), усиленные пряностями, а её принципиальное отличие от других заправочных супов состоит в насыщенном экстрактивными, минеральными веществами и белками концентрированном бульоне в качестве жидкой основы, и гарнира из солёных огурцов, каперсов, маслин, оливок и лимона. Благодаря быстроте приготовления солянка является популярным в ресторанной кухне заказным супом.
Как и в случаях с винегретом или окрошкой, слово «солянка» имеет в русском языке переносное значение «мешанина», «неразбериха», «разнообразная смесь из самых различных, разнородных элементов, частей». Путаница обнаруживается и с самим кушаньем, поскольку под этим названием в русской кухне фигурируют одновременно первое и второе блюда, при этом под двумя конкурирующими названиями «солянка» и «селянка».

## История и «правильное» название
Первое блюдо, солянку-суп, в кулинарной литературе обычно уточняют как «жидкая солянка», а второе, закусочное или основное мясное или рыбное блюдо из тушёных овощей или квашеной капусты в свою очередь конкретизируют как «солянка на сковороде». Специалисты сходятся во мнении, что сначала, по разным данным в XV или XVII веке, в крестьянской среде появилось тушёное овощное блюдо или густая похлёбка с мясом, капустой, луком и огурцом. По мнению В. В. Похлёбкина, с изобретением водки солянка выступала ей «блюдом-противовесом» и именовалась также похмелкой. По мнению Н. И. Ковалёва и В. В. Усова, селянкой в противовес городским жидким супам называли сельскую еду собственного приготовления приезжавшие в город рыбаки. Со временем кисло-солёно-острая основа похлёбки значительно усилилась за счёт приправ (маслин, каперсов, лимона, хлебного кваса, солёных или маринованных грибов). В своём современном виде суп солянка появился сначала в городских трактирах, а потом и на страницах кулинарных книг только в XIX веке.
В острой полемике, развернувшейся во второй половине XX века среди филологов и кулинаров по поводу правильного названия двух блюд, вариант «солянка», от слова «соль», объявлялся коверканьем русского языка, а вариант «селянка» — искажением. Сторонники «селянки», от слова «село», ссылались на словари М. Фасмера и В. И. Даля, в которых для блюда фиксировалось только слово «селянка». «Селянка» преобладала и в произведениях русской художественной литературы XIX века. В первом словаре советской эпохи под редакцией Д. Н. Ушакова слово «солянка» приводилось с пометами «разговорное» и «неправильное», что отражало сосуществование и борьбу в живой речи 1920—1930 годов старого варианта «селянка» с новым — «солянкой». Возможно, новое название «солянка» отражало и усилившийся солёный и острый вкус блюда. Словарь Ожегова С. И. Ожегова, впервые изданный в 1949 году, дал слово «солянка» для двух кушаний уже без каких-либо помет, как нейтральное литературное слово, а «селянка» — с пометой «устарелое». Л. И. Скворцов с соавторами считали такую картину словарной подачи к 1970-м годам правильной, отражавшей победу в речевом обиходе варианта «солянка». В варианте «селянка», понимаемом как «сельская пища», отмечалась также его изначальная искусственность по сравнению с другими русскими названиями кушаний, обычно указывающими на способ приготовления или употребления блюда (окрошка — от «крошить», похлёбка — от «хлебать», болтанка — от «взбалтывать»).

## Особенности приготовления

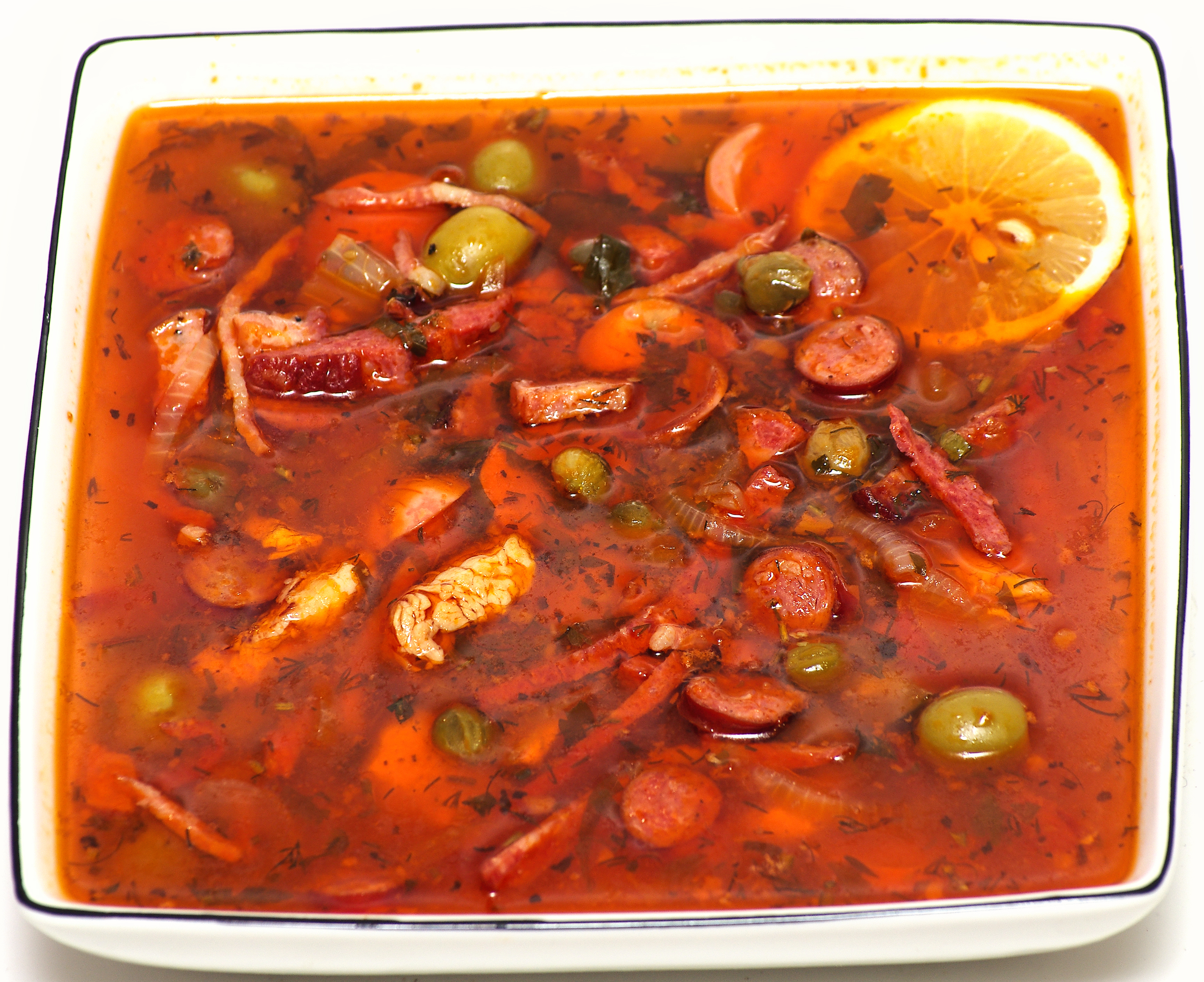
Сборная мясная солянка с оливками, лимоном и каперсами

Субочевы обедали ровно в двенадцать часов и ели все старинные кушанья: сырники, пигусы, солянки, рассольники, саламаты, кокурки, кисели, взвары, верченую курятину с шафраном, оладьи с мёдом...
Основу солянки составляет брез (смесь томатной пасты с нарезанным соломкой репчатым луком, пассерованным на жире, снятом с бульона) и нарезанные ломтиками или ромбиками и припущенные в бульоне солёные огурцы, очищенные от кожицы и грубых семян. В полученную жидкую часть солянки добавляют нарезанные ломтиками основные продукты гарнира и кипятят несколько минут, в конце кладут специи (соль, перец горошком, лавровый лист) и каперсы, маслины или оливки без косточек. В зависимости от жидкой основы (концентрированные мясные и рыбные бульоны-фюме, отвары из свежих и сушёных грибов) солянки подразделяются на мясные, рыбные и грибные, к ним для гарнира подбирают соответствующий набор мясных, рыбных или грибных продуктов, обеспечивающих их вкусовое разнообразие, но все солянки при этом готовятся общим способом. Хорошо приготовленная солянка имеет на поверхности бульона слой жира, окрашенного томатным пюре в оранжевый цвет, острый вкус и аромат пряностей и содержит обычно на треть меньше жидкости, чем в прочих супах. Солянки обычно сервируют со сметаной, шинкованной зеленью и ломтиком лимона. В ресторанной кухне солянку принято отпускать в мельхиоровой суповой миске, в которой её готовили, а официант у стола гостей переливает её половником в тарелки и подаёт на стол.
Для гарнира мясных солянок подходят разные виды мяса (баранина, говядина, свинина, мясо домашней птицы без костей), свежесваренное мясо нарезают тонкими ломтиками поперёк волокон. Мясная сборная солянка подразумевает наличие в составе не менее трёх дополнительных мясных продуктов (солонина, ветчина, буженина, варёная колбаса язык, сосиски, жареная телятина, говяжьи почки). Не закладывают в солянки сало и твёрдо- и сырокопчёные мясные продукты. Имеются отдельные рецепты сборных солянок из субпродуктов. По рецепту домашней солянки добавляется нарезанный кубиками картофель. Солянку по-ленинградски готовят как сборную, но без томатной пасты и гарнируют гусятиной или утятиной. Для гарнирования рыбных солянок берут филе любой не очень мелкой рыбы, предпочтительнее из осетровых или лососевых, а также другие жирные виды и средней жирности (судак, морской окунь, морской карась, зубатка пятнистая), причём рыбы должно быть не менее трёх видов. К рыбным солянкам сервируют расстегаи. Донскую солянку готовят с осетриной и свежими помидорами. В московской солянке обязательно присутствуют осетрина, сёмга и судак, а также маринованные белые грибы. Имеются разнообразные рецепты солянок с морепродуктами (кальмарами, креветками, морским гребешком и трепангами. Грибные солянки на отваре из свежих или сушёных грибов заправляют отварными белыми грибами и солёными рыжиками, приправляют квасом. Грибную солянку по-брестски готовят со щавелём.
В результате тесных экономических связей и обмена опытом между народами, составлявшими СССР, солянка получила распространение во многих национальных кухнях на постсоветском пространстве, в частности, белорусской и украинской кухнях. После Второй мировой войны похожая на привычный айнтопф солянка обрела популярность в Германской Демократической Республике, ныне считается специалитетом берлинской кухни и почитается остальгирующими как «суп социализма». Суп солянка известен на Кубе — его подавали в ресторане «Москва» в Гаване. В условиях нехватки продовольствия, вызванной санкциями США, по воспоминаниям писателя Хосе Мигеля Санчеса суп был «смачным», а у писательницы Зоэ Вальдес солянка «с луком», «с томатной пастой», «с плавленым сыром» в скудном меню ресторана ассоциировалась с безысходностью.